# Hagbroklöpare
Hagbroklöpare (Badister bullatus) är en skalbaggsart som först beskrevs av Franz Paula von Schrank 1798.  Hagbroklöpare ingår i släktet Badister, och familjen jordlöpare. Arten är reproducerande i Sverige.